# 祖冲之

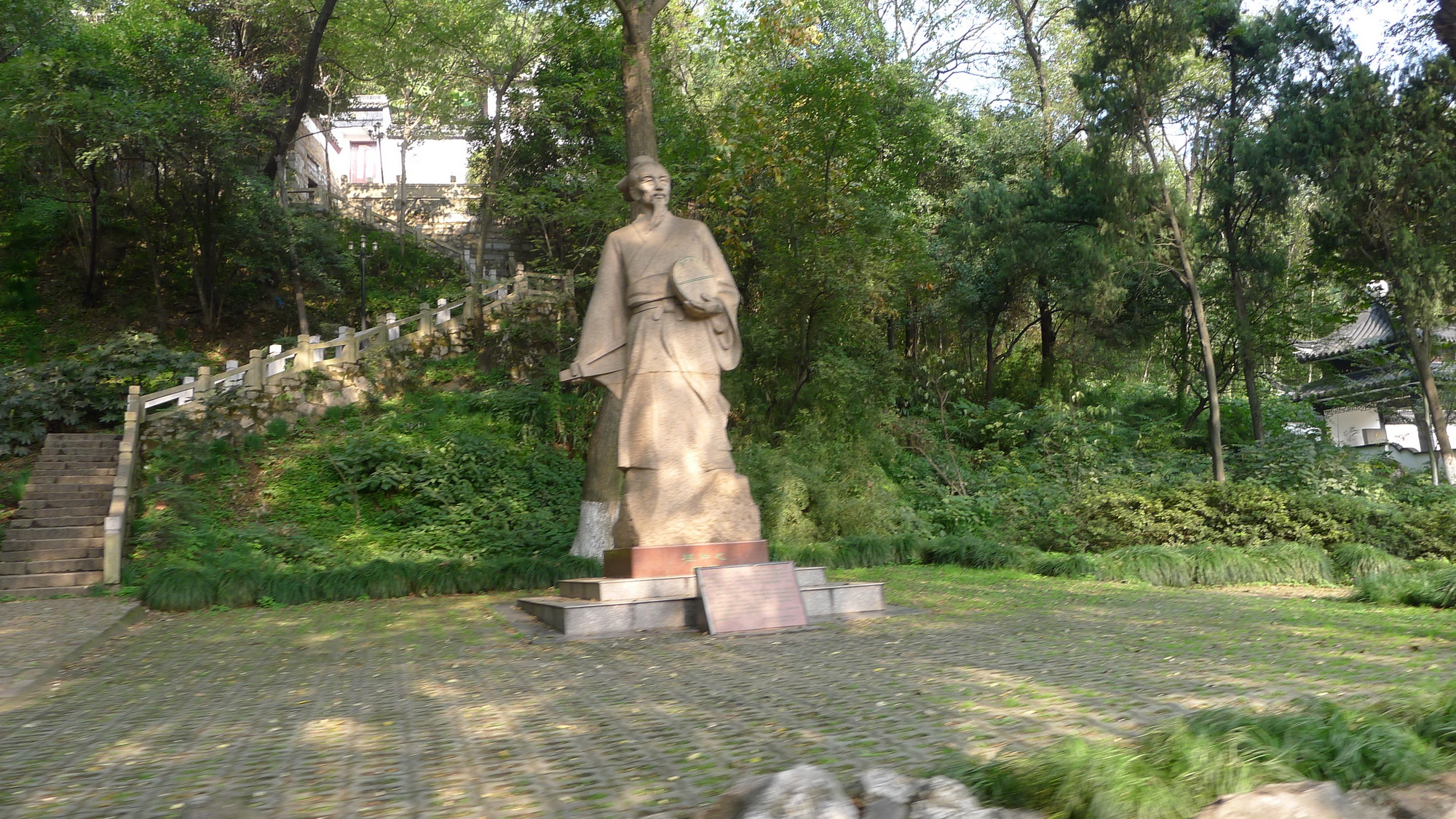
昆山亭林公园祖冲之像

祖沖之（429年—500年），字文远，范阳郡逎县（今河北省保定市涞水县）人，刘宋时代杰出的数学家、天文学家，主要成就在数学、天文历法和机械制造三个领域。祖冲之的儿子祖暅也是数学家。

## 生平
祖家歷代都對天文历法素有研究，祖冲之从小就有机会接触天文、数学知识。祖冲之青年时，就得到博学多才的名譽，宋孝武帝听说后，派他到华林学省做研究工作。461年，他在南徐州刺史府裏擔任从事，先后任南徐州从事史、公府参军。公元464年他调至娄县（今江苏昆山东北）任县令。在此期间他编制了《大明曆》，计算了圆周率。劉宋末年，祖冲之回到建康任谒者仆射，此后直到劉宋灭亡一段时间后，他花了较大精力来研究机械制造。494年到498年之间，他在南齐朝廷担任长水校尉一职，受四品俸禄。

## 数学贡献
在数学上，祖冲之研究过《九章算术》和刘徽所做的注解，给刘徽的《重差》作过注解。他还著有《缀术》一书，汇集了祖冲之父子的数学研究成果。这本书内容深奥，以至“学官莫能究其深奥，故废而不理”。《缀术》在唐代被收入《算经十书》，成为唐代国子监算学课本，当时学习《缀术》需要四年的时间，可见《缀术》的艰深。《缀术》曾经传至朝鲜和日本，但到北宋时这部书就已轶失。人们只能通过其他文献了解祖冲之的部分工作：在《隋书·律曆志》中留有小段祖冲之关于圆周率工作的记载；唐代李淳风在《九章算术》注文中记载了祖冲之和儿子祖暅求球体积的方法。祖冲之还研究过“开差幂”和“开差立”问题，涉及二次方程和三次方程的求根问题。遗留下来的祖冲之的数学贡献主要有他对圆周率的计算结果和球体体积的计算公式。

### 计算圆周率
据《隋书·律曆志》记载，祖沖之以「以直徑一億為一丈，圓周盈數三丈一尺四寸一分五厘九毫二秒七忽，朒數三丈一尺四寸一分五厘九毫二秒六忽，正數在盈朒二限之間。密率，圓徑一百一十三，圓周三百五十五。約率，圓徑七，週二十二。」，以此为直径求圆周率，求得盈数（即过剩的近似值）为{\displaystyle 3.1415927}；朒数（即不足的近似值）为{\displaystyle 3.1415926}，圆周率的真值介于盈朒两数之间。《隋书》没有具体说明祖冲之是用什么方法计算出盈朒两数的。一般认为，祖冲之采用的是刘徽割圆术分割到24576边形，又用刘徽圆周率不等式得祖冲之著名的圆周率不等式：
{\displaystyle 3.1415926<\pi <3.1415927}。祖冲之的这一结果精确到小数点后第7位，直到一千多年后才由15世纪的阿拉伯数学家阿尔·卡西以17位有效数字打破此记录。
按照当时计算使用分数的习惯，祖冲之还采用了两个分数值的圆周率：“约率”{\displaystyle {\tfrac {22}{7}}}（或称之为“疏率”）以及“密率”{\displaystyle {\tfrac {355}{113}}=3.141592920354}。在分母<16600的所有整分数中，密率的比值最接近圆周率。祖冲之可能利用何承天的调日法求得圆周率的约率和密率。数学家华罗庚曾认为密率的求得，说明祖冲之可能已经掌握了连分数的概念。
根據日本數學史家三上义夫，雖{\displaystyle \pi ={\tfrac {22}{7}}}是古希腊数学家阿基米德早已取得的数值，但{\displaystyle \pi ={\tfrac {355}{113}}}这个分数在欧洲直到1586年才由荷兰彼得·安托尼斯宗·歐沃特瓦特重新求出並廣泛流傳。鑑於此，三上义夫提议把{\displaystyle 355 \over 113}称为“祖率”。

### 计算球体体积
祖冲之还和儿子祖暅之一起，用巧妙的方法解决了球体体积的计算问题。
《九章算术》中认为，球体的外切圆柱体积与球体体积之比等于正方形与其内切圆面积之比，刘徽在他为《九章算术》作的注释中指出，原书的说法是不正确的，只有“牟合方盖”（垂直相交的两个圆柱体的共同部分的体积）与球体积之比，才正好等于正方形与其内切圆的面积之比。但刘徽没有给出“牟合方盖”的体积公式，所以也就得不出球体的体积公式。
祖冲之父子采用“幂势既同，则积不容异。”（即“等高处横截面积常相等的两个立体，其体积也必然相等”）这一原理，求出了“牟合方盖”的体积，而球体体积等于{\displaystyle \pi  \over 4}乘以“牟合方盖”体积，从而最终算出球体积为{\displaystyle \pi d^{3} \over 6}（{\displaystyle d}为球直径）。
祖冲之父子所采用的“幂势既同，则积不容异”这一原理，在欧洲由意大利数学家卡瓦列里于17世纪重新发现，所以西文文献一般称该原理为卡瓦列里原理。也称为“祖暅原理”。

## 天文历法贡献

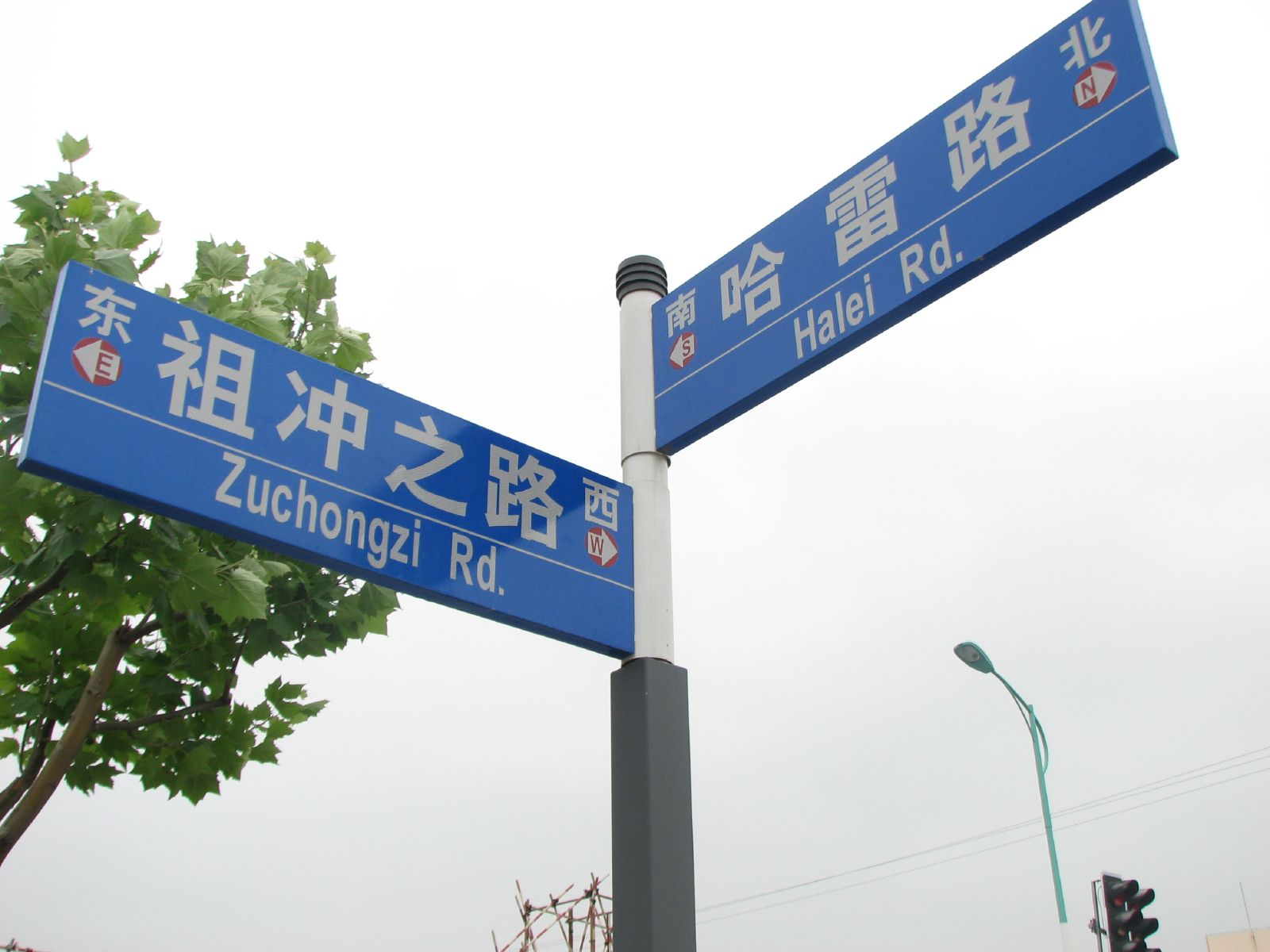
紀念中國數學家祖沖之和英國天文學家愛德蒙·哈雷的兩條路名，在上海浦东新区张江镇

纪念邮票：祖冲之像

祖冲之在天文历法方面的成就，大都包含在他所编制的《大明曆》及为《大明曆》所写的《驳议》中。
在祖冲之之前，人们使用的历法是天文学家何承天编制的《元嘉曆》。祖冲之经过多年的观测和推算，发现《元嘉曆》存在很大的差误。于是祖冲之着手制定新的历法，宋孝武帝大明六年（公元462年）他编制成了《大明曆》。大明曆在祖冲之生前始终没能采用，直到梁武帝天监九年（公元510年）才正式颁布施行。《大明曆》的主要成就如下：
- 区分了回归年和恒星年，首次把岁差引进历法，测得岁差为45年11月差一度（今测二分點约为70.713年沿黃道西行差一度）[6]。岁差的引入是中国历法史上的重大进步。
- 定一个回归年为365{\displaystyle {15241 \over 62769}}（=365.24281481日，今测为365.2421988日），直到南宋宁宗庆元五年（公元1199年）杨忠辅制统天曆以前，它一直是最精确的数据。
- 采用391年置144闰的新闰周，比以往历法采用的19年置7闰的闰周更加精密。
- 定交点月日数为27{\displaystyle {5598 \over 26377}}（=27.21223日，今测为27.212225日）。交点月日数的精确测得使得准确的日月食预报成为可能，祖冲之曾用大明曆推算了从元嘉十三年（公元436年）到大明三年（公元459年），23年间发生的4次月食时间，结果与实际完全符合。
- 得出木星每84年超辰一次的结论，即定木星公转周期为11.858年（今测为11.862年）。
- 给出了更精确的五星会合周期，其中水星和木星的会合周期也接近现代的数值。
- 提出了用圭表测量正午太阳影长以定冬至时刻的方法。

## 机械制造贡献
祖冲之还曾设计制造过许多精巧的机械，在文献《南齐书·祖冲之传》和《南史·祖冲之传》中有所记载。他曾经设计制造过利用水力舂米、磨面的水碓磨；重新铸造了当时已经失传了的指南车，随便车子怎样转弯，车上的铜人总是指着南方；制造了"千里船"，是一种明轮船，在新亭江（在今南京市西南）上试航过，一天可以航行一百多里。他还设计制造过计时仪器漏壶和欹器。

## 家庭

### 曾祖
- 祖台之，东晋侍中

### 祖父
- 祖昌，刘宋大匠卿

### 父亲
- 祖朔之，南齐奉朝请

### 儿子
- 祖暅之，南梁太舟卿

### 孙子
- 祖皓，南梁广陵郡太守

## 著作
《隋书·经籍志》录有《长水校尉祖冲之集》五十一卷，但现已佚。
散见于各种史籍记载的还有以下著作：
- 《安边论》，已佚。
- 《述异记》十卷，已佚。
- 《易老莊义释》，已佚。
- 《论语孝经注》，已佚。
- 《缀术》六卷，已佚。
- 《九章述义注》九卷，已佚。
- 《重差注》一卷，已佚。
- 《大明曆》
- 《上大明曆表》
- 《驳议》
- 《开立圆术》

## 紀念
为纪念祖冲之：
- 月球背面的一座环形山被命名为「祖冲之环形山」。
- 小行星1888被命名为「祖冲之小行星」。
- 上海浦东张江高科技园区内有一条城市道路命名为「祖冲之路」。
- 深圳龍崗區坂田街道华为基地有一條道路命名為「沖之大道」
- 上海同济大学文远楼（祖冲之字文远）
- 莫斯科大学大礼堂前的走廊壁上，用彩色大理石镶嵌着祖冲之像。
- 河北保定有一所以祖冲之命名的中学，有江泽民手书「河北祖冲之中学」石碑。

此外还有祖冲之邮票，祖冲之纪念银币等纪念品。

## 注脚
1. ↑  陈仁政在《说不尽的π》一书中提到，“疏率”是华罗庚在《数学是我国人民所擅长的学科》（1951年2月10日《人民日报》第3版）一文中使用的误称，其本人已在1962年的《从祖冲之的圆周率谈起》一书中予以纠正，然此误称依然流传于众多媒体[3]。
2. ↑  {\displaystyle {\frac {52163}{16604}}=3.1415923874}才比祖率略准。

## 延伸阅读
[在维基数据编辑]
 《南齊書·卷52》，出自萧子显《南齊書》
 在维基共享资源阅览影像
- 维基语录上有关祖冲之的语录
- 洪萬生：〈如何閱讀祖沖之？ （页面存档备份，存于）〉。
- 祖冲之① 曹增祥 祖冲之传记。
- 祖冲之② 曹增祥 祖冲之传记。
- 祖冲之设计制造的几种机械及其复原问题 张柏春
- 祖冲之 其中有祖冲之成就的详细介绍。
- 南齐书·列传第三十三—文学 （页面存档备份，存于）  其中有《祖冲之传》。
- 南史·列传第六十二 （页面存档备份，存于） 其中有祖冲之传。
- 隋书·志第十一—律历上 （页面存档备份，存于） 其中有祖冲之计算圆周率结果的简短记载。